# Impatiens extensifolia
Impatiens extensifolia är en balsaminväxtart som beskrevs av Joseph Dalton Hooker. Impatiens extensifolia ingår i släktet balsaminer, och familjen balsaminväxter. Inga underarter finns listade i Catalogue of Life.